# السلطانة الأم
تعد والدة السلطان (بالتركية: Valide sultan)‏ (باللغة التركية العثمانية: والده سلطان) هي أكثر الشخصيات نفوذاً في السراي العثماني، وأكثر سيدات القصر اتصالاً بالعالم الخارجي، وتحظى بهذه الصفة والدة السلطان الحاكم.
يُطلق على أم السلطان العثماني السلطانة الأم أو السلطانة الوالدة أو والدة سلطان، وعُرفت في المصادر العثمانية باسم «مهدِ عُلياي سلطنت» أي مهد السلطنة العالي، وكان يطلق عليها في البداية اسم «خاتون» ذي الجذور السلجوقية وذلك حتى القرن السادس عشر.
كانت السلطانة حفصة زوجة سليم الأول ووالدة خلفه سليمان القانوني أول أميرة عثمانية تحصل على لقب والدة السلطان وذلك في عهد ابنها، في حين لم يحصل على اللقب سوى 23 سلطانة من أصل 36 أم سلطان.

## دورها
وفور اعتلاء ابنها سدة الحكم العثماني، تنتقل السلطانة الوالدة من السراي القديم إلى الباب العالي في موكب يعرف باسم «والدة آلايي» أي موكب السلطانة الوالدة، ومنذ هذه اللحظة، تصبح أعلى السيدات شأنًا طوال حكم ابنها، والمسؤولة الأولى عن جناح الحرم العثماني (الحرملك).

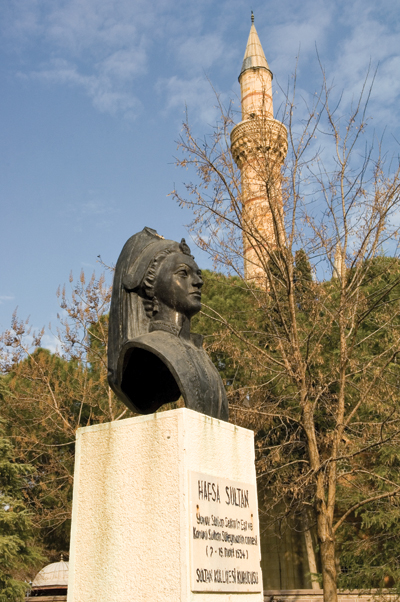
تمثال نصفي لعائشة حفصة سلطان، أول «والدة سلطان»، في مانيسا، بتركيا.

لدعم موقعها هذا، تخصص لوالدة السلطان إيرادات ضخمة من أراضٍ خاصة (سلطانية) ومخصصات أخرى شتوية وصيفية، إضافة إلى هدايا الدول الأجنبية ورجالات الدولة العثمانية.
وبالإضافة إلى مسؤوليات القصروتقديم أدوار استشارية للسلطان نفسه، تنشغل والدات السلاطين ببناء الأوقاف والمشاريع الخيرية في السلطنة العثمانية والحرمين الشريفين (المسجد الحرام والمسجد النبوي) والقدس.
كان وجود والدة السلطان في هذا الموقع يتسم بالأهمية أحياناً، نظير العدد الكبير من الأشخاص والأنشطة التي تجري داخل القصر العثماني، واتخاذ السلطان قرارات بخصوصه قد لا تستند إلى إلمام كاف بتفاصيله الداخلية.
في هذا المجال الإيجابي، يبرز من جديد اسم السلطانة حفصة والدة السلطان سليمان القانوني، إذ يعتقد أنه برحيلها، اشتدت شراسة الخلافات بين زوجتي السلطان، خُرَّم و «ماه دوران»، بما انتهى إلى نفي الثانية وإعدام ابنها. كما أن وفاتها أفقدت زوج ابنتها، الصدر الأعظم القوي إبراهيم باشا، الحماية التي كان يحتاجها، ما أدى به إلى الموت خنقاً بأمر السلطان.
على الجانب الآخر، وبما بات يعرف بـ«سلطنة الحريم»، اتجهت والدات سلاطين أخريات إلى السياسة و«استخدمن نفوذهن بما جلب الضرر، وهناك من هذه النماذج السيئة على ذلك السلطانة (نور بانو) والسلطانة (صفية) في القرن السادس عشر، والسلطانة (كُوسّم ماه بَيْكر) في القرن السابع عشر».
ولأن أمهات السلاطين كان منهن من كانت في الأصل من الجواري، فلم يحظين على الأغلب بتعليم كاف، اللهم إلا معرفة القراءة والكتابة  وكذلك إتقان بعض المشغولات اليدوية والموسيقى بحكم تربيتهن في الحرملك.

## قائمة الحاصلين على لقب السلطانة الأم
هذه القائمة لأمهات السلاطين العثمانيين لا تتضمن كل الأمهات.
كان معظم الأمهات اللواتي لُقبن بالسلطانة الأم هنّ الأمهات اللائي ولدن السلاطين. أما الأمهات اللواتي متن قبل اعتلاء أبنائهن سدة الخلافة العثمانية فلم يحصلن أبدا على هذا اللقب، مثل خُرَّم سلطان، وخديجة مُعَزِّز سلطان، وميهريشا كادين، وتيرمشكان سلطان، ورابعة سلطان، وغولجيمال كادين، وغولوستو هانم.
في حالات خاصة، حصلت بعض جدات وزوجات أب السلاطين على لقب السلطانة الأم، مثل السلطانة كوسم وبيريستو كادين.
| الاسم                                                    | الاسم قبل الزواج                                  | أصلها                                                            | أصبحت السلطانة الأم                                     | فقدت لقب السلطانة الأم                             | وفاتها         | السلاطين                                                                               |
| -------------------------------------------------------- | ------------------------------------------------- | ---------------------------------------------------------------- | ------------------------------------------------------- | -------------------------------------------------- | -------------- | -------------------------------------------------------------------------------------- |
| Hafsa Sultan عائشة حفصة سلطان                            |                                                   | ابنة منلي غيراي الأول رئيس خانية القرم. أو على الأرجح عبد نصراني | 30 سبتمبر 1520 عند تولي ابنها الحكم                     | 19 مارس 1534                                       | 19 مارس 1534   | السلطان سليمان القانوني (ابنها)                                                        |
| Mihrimah Sultan مهرماه سلطان                             |                                                   | اميرة عثمانية ابنة سليمان القانوني                               | 7 سبتمر 1566 عند تولي شقيقها الحكم                      | 15 ديسمبر 1574 وفاة شقيقها                         | 25 يناير 1578  | السلطان سليم الثاني (شقيقها)                                                           |
| Nurbanu Sultan نوربانو سلطان                             | سيسيليا فينييه-بافّو أو راشيل                      | من البندقية (فينيسيا) أو يهودية أو يونانية                       | 15 ديسمبر 1574 عند تولي ابنها الحكم                     | 7 ديسمبر 1583                                      | 7 ديسمبر 1583  | السلطان مراد الثالث (ابنها)                                                            |
| Safiye Sultan صفية سلطان                                 |                                                   | ألبانية                                                          | 15 يناير 1595 عند تولي ابنها الحكم                      | 22 ديسمبر 1603 وفاة ابنها                          | 10 نوفمبر 1618 | السلطان محمد الثالث (ابنها)                                                            |
| Handan Sultan خاندان سلطان                               | غير معلوم / هيلينا                                | غير معلوم / من المحتمل أن تكون يونانية                           | 22 ديسمبر 1603 عند تولي ابنها الحكم                     | 26 نوفمبر 1605                                     | 26 نوفمبر 1605 | السلطان خان أحمد الأول (ابنها)                                                         |
| Halime Sultan حليمة سلطان                                |                                                   | أبخازية                                                          | 22 نوفمبر 1617 عند تولي ابنها الحكم (فترة الحكم الأولى) | 26 فبراير 1618 نهاية حكم ابنها (فترة الحكم الأولى) | 1623           | السلطان مصطفى الأول (ابنها)                                                            |
| Halime Sultan حليمة سلطان                                | 19 مايو 1622 نهاية حكم ابنها (فترة الحكم الثانية) | أبخازية                                                          | 10 سبتمبر 1623 نهاية حكم ابنها (فترة الحكم الثانية)     |                                                    | 1623           | السلطان مصطفى الأول (ابنها)                                                            |
| Hatice Mah Fayroûz Sultan ماه فيروز                      | رشا                                               | شركسية من اليونان                                                | 26 فبراير 1618 عند تولي ابنها الحكم                     | 22 نوفمبر 1620                                     | 22 نوفمبر 1620 | السلطان عثمان الثاني (ابنها)                                                           |
| Mahpeyker Kösem Sultan ماه پیکر كوسم سلطان               | أناستازيا                                         | يونانية. مولودة بجزيرة تينوس، جمهورية البندقية                   | 10 سبتمبر 1623 عند تولي ابنها الحكم                     | 2 سبتمبر 1651                                      | 2 سبتمبر 1651  | السلطان مراد الرابع (ابنها) السلطان إبراهيم الأول (ابنها) السلطان محمد الرابع (حفيدها) |
| Turhan Hatice Sultan ترخان خديجة سلطان                   | ناديا                                             | روثينية                                                          | 2 سبتمبر 1651 وفاة أم زوجها                             | 4 أغسطس 1683                                       | 4 أغسطس 1683   | السلطان محمد الرابع (ابنها)                                                            |
| Saliha Dilaşub Sultan صالحة دل آشوب سلطان                | غير معلوم / كاتارينا                              | غير معلوم / صربية [هل المصدر موثوق به؟]                          | 8 نوفمبر 1687 عند تولي ابنها الحكم                      | 4 ديسمبر 1689                                      | 4 ديسمبر 1689  | السلطان سليمان الثاني (ابنها)                                                          |
| Emetullah Rabia Gülnuş Sultan أمة الله رابعة كلنوش سلطان | إفمانيا فوريا                                     | يونانية                                                          | 6 فبراير 1695 عند تولي ابنها الحكم                      | 6 نوفمبر 1715                                      | 6 نوفمبر 1715  | السلطان مصطفى الثاني (ابنها) السلطان أحمد الثالث (ابنها)                               |
| Saliha Sultan صالحة سبكتي سلطان                          | غير معلوم / ألكسندرا [هل المصدر موثوق به؟]        | غير معلوم / يونانية. مولودة في إسطنبول                           | 20 سبتمبر 1730 عند تولي ابنها الحكم                     | 21 سبتمبر 1639                                     | 21 سبتمبر 1639 | السلطان محمود الأول (ابنها)                                                            |
| Şehsuvar Sultan شهسوار سلطان                             | ماريا                                             | روسية / صربية[هل المصدر موثوق به؟]                               | 13 ديسمبر 1754 عند تولي ابنها الحكم                     | أبريل 1756                                         | أبريل 1756     | السلطان عثمان الثالث (ابنها)                                                           |
| Mihrişah Sultan مهر شاه سلطان                            | آجنيس                                             | ابنة قسّ كاثوليكي من جورجيا                                       | 7 أبريل 1789 عند تولي ابنها الحكم                       | 16 أكتوبر 1805                                     | 16 أكتوبر 1805 | السلطان سليم الثالث (ابنها)                                                            |
| Ayşe Seniyeperver Sultan عائشه سنيّة پرور سلطان           | سونيا                                             | بلغارية                                                          | 29 مايو 1807 عند تولي ابنها الحكم                       | 28 يوليو 1808 نهاية حكم ابنها                      | 11 ديسمبر 1828 | السلطان مصطفى الرابع (ابنها)                                                           |
| Nakşidil Sultan نقشديل سلطان                             | غير معلوم                                         | جورجيّة                                                           | 28 يوليو 1808 عند تولي ابن زوجها الحكم                  | 22 أغسطس 1817                                      | 22 أغسطس 1817  | السلطان محمود الثاني (ابن زوجها)                                                       |
| Bezmiâlem Sultan بزمي عالم سلطان                         | سوزي                                              | جورجيّة                                                           | 2 يوليو 1839 عند تولي ابنها الحكم                       | 2 مايو 1853                                        | 2 مايو 1853    | السلطان عبد المجيد الأول (ابنها)                                                       |
| Pertevniyal Sultan برتونهال سلطان                        | حسنة خاطر                                         | شركيسيّة                                                          | 25 يونيو 1861 عند تولي ابنها الحكم                      | 30 مايو 1876 نهاية حكم ابنها                       | 5 فبراير 1883  | السلطان عبد العزيز الأول (ابنها)                                                       |
| Şevkefza Sultan شوق فضة سلطان                            | فيلما                                             | جورجيّة. مولودة في الإمبراطورية الروسية                           | 30 مايو 1876 عند تولي ابنها الحكم                       | 31 أغسطس 1876 نهاية حكم ابنها                      | 17 سبتمبر 1889 | السلطان مراد الخامس (ابنها)                                                            |
| Rahime Perestu Sultan بيريستو قادين                      | رحيمة جوجن                                        | شركيسيّة                                                          | 31 أغسطس 1876 عند تولي ابن زوجها الحكم                  | 11 ديسمبر 1904                                     | 11 ديسمبر 1904 | السلطان عبد الحميد الثاني (ابن زوجها)                                                  |